# Tajon Buchanan
Tajon Trevor Buchanan (* 8. Februar 1999 in Brampton, Ontario) ist ein kanadisch-jamaikanischer Fußballspieler.

## Karriere

### Verein
Vom Mississauga Falcons SC wechselte Buchanan zur Saison 2014/15 zu den Real Colorado Foxes. Ab August 2017 besuchte er die Syracuse University, wo er auch für die dortige Mannschaft spielte. Dort spielte er in den Sommermonaten des Jahres 2018 auch schon leihweise beim kanadischen Sigma FC.
Für die Saison 2019 wurde Buchanan vom MLS-Franchise New England Revolution gedraftet. Seinen ersten Einsatz in der Liga absolvierte er am 9. März 2019 bei der 0:2-Niederlage gegen Columbus Crew. Danach kam er schnell zu einigen Einsätzen für seine Mannschaft.
Ende August 2021 wechselte Buchanan für eine Ablöse von 6,36 Mio. € zum belgischen Erstdivisionär FC Brügge. Dabei wurde er zunächst bis Jahresende 2021 an New England zurück ausgeliehen. Im Rest der Saison 2021/22 wurde Buchanan schnell zum Stammspieler. Er bestritt 14 von 19 möglichen Ligaspielen, in denen er ein Tor schoss, sowie ein Pokalspiel.
Zu Beginn der Saison 2022/23 fiel Buchanan aufgrund einer Muskelverletzung für zwei Monate aus. Insgesamt bestritt er 22 von 40 möglichen Ligaspielen mit einem geschossenen Tor, zwei Pokalspielen und sechs Spiele in der Champions League. In der Saison 2023/24 waren es 12 von 20 möglichen Ligaspielen mit zwei Toren sowie acht Spiele im Europapokal mit einem Tor.
Anfang Januar 2024 wechselte er zum italienischen Erstligisten Inter Mailand. Im Februar 2025 wechselte er leihweise für die restliche Saison zum FC Villarreal. Im Anschluss an die Leihe wechselte er fest nach Villarreal und unterschrieb dort einen Vertrag bis 2030.

### Nationalmannschaft
Seinen ersten Einsatz für die kanadische A-Nationalmannschaft hatte Buchanan am 5. Juni 2021 beim 7:0-Sieg über Aruba während der Qualifikation für die Weltmeisterschaft 2022, wo er auch in der Startelf stand. Nach weiteren Qualifikationsspielen wurde er auch für den Kader beim Gold Cup 2021 nominiert. Dort kam er dann auch in allen Spielen der Mannschaft zum Einsatz.
Nachdem er mit Ausnahme eines Spieles bei allen Qualifikationsspielen zur Weltmeisterschaft 2022 eingesetzt worden war, stand Buchanan auch in der Endrunde im kanadischen Kader und wurde dort in allen drei Gruppenspielen eingesetzt. Auch in der CONCACAF Nations League 2022/23 wurde er in allen sechs Spielen eingesetzt. Das Finale ging gegen die Vereinigten Staaten verloren.